# Sebastian Haffner
Sebastián Haffner, seudónimo de Raimund Pretzel (Berlín, 27 de diciembre de 1907-Berlín, 2 de enero de 1999) fue un periodista, escritor e historiador alemán.

## Biografía
Nació en una familia protestante y cursó estudios de Derecho en su ciudad natal. En 1938, debido a su oposición política al régimen nazi, emigra a Inglaterra junto a su novia judía. Allí trabajó como periodista para The Observer y adoptó el seudónimo Sebastián Haffner para evitar que su familia en Alemania fuese víctima de represalias por su actividad en el extranjero. El apellido Haffner lo tomó de la sinfonía del mismo nombre, compuesta por Wolfgang Amadeus Mozart.
En 1954, una vez acabada la II Guerra Mundial, regresó a Alemania y colaboró como columnista en varios periódicos de izquierdas.
Fue una de las figuras destacadas del periodismo europeo de posguerra, al principio en Reino Unido y luego, después de 1954, en Alemania Occidental y Berlín Occidental, sus columnas políticas, transmisiones y libros tuvieron una enorme influencia a la hora de estabilizar, moldear y guiar la opinión pública en las primeras décadas confusas de la Guerra Fría. Haffner fue una figura central en la transformación de The Observer por parte de David Astor en la década de 1940; entre todos los intelectuales centroeuropeos imponentes, y a veces intimidantes, reunidos en el llamado Profesorado para dirigir la política exterior del periódico, Haffner era predominante y probablemente el más cercano al propio Astor. Haffner se había convertido en ciudadano británico en 1948, pero luego retomó el pasaporte alemán. Escribió más libros, incluido su notable Notas sobre Hitler de 1978.
Haffner fue un radical opositor de Hitler desde el exilio y uno de los más destacados escritores sobre la historia alemana de los siglos XIX y XX.
Además de su trabajo periodístico, Haffner también ha publicado varios libros de no ficción desde la década de 1960. La mayoría de sus trabajos correspondientes tratan temas históricos, esencialmente la historia del Estado nacional alemán desde 1871, por ejemplo, el análisis histórico-político de Haffner de la Revolución de noviembre bajo el título La traición (publicado como libro en 1969), en el que es uno de los primeros periodistas de Alemania Occidental conocidos en analizar críticamente el papel del “SPD mayoritario” en torno a Ebert, Noske y Scheidemann como bloqueadores de la revolución. Aunque su libro de memorias Historia de un alemán no se publicó hasta después de su muerte, Haffner lo terminó en 1939.
En 1980, le fue conferido el Johann-Heinrich-Merck-Preis. Llegó a vivir lo suficiente para ver la caída del muro de Berlín y la unificación de Alemania. Según su hija Sara, el curso pacífico lo agradó pero, quizás, lo hizo sentir más profundamente que había sobrevivido a su tiempo.

## Obras destacadas
- 1940: Alemania: Jekyll y Hyde
- 1964: Los siete pecados capitales
- 1967: Winston Churchill: una biografía
- 1978: Anotaciones sobre Hitler
- 1987: De Bismarck a Hitler
- 2000: Historia de un alemán. Los recuerdos 1914-1933

## Editadas en español
- Haffner, Sebastian (2003). Anotaciones sobre Hitler. Círculo de Lectores. ISBN 978-84-226-9494-6.
- Haffner, Sebastian (2003). Winston Churchill: una biografía. Ediciones Destino. ISBN 978-84-233-3493-3.
- Haffner, Sebastian (2005). Alemania: Jekyll y Hyde. 1939, el nazismo visto desde dentro. Ediciones Destino. ISBN 978-84-233-3709-5.
- Haffner, Sebastian (2005). La revolución alemana de 1918-1919. Inédita Ediciones. ISBN 978-84-96364-17-2.
- Haffner, Sebastian (2006). Los siete pecados capitales del imperio alemán en la Primera Guerra Mundial. Ediciones Destino. ISBN 978-84-233-3828-3.
- Haffner, Sebastian (2006). Historia de un alemán. Ediciones Destino. ISBN 978-84-233-3804-7.
- Haffner, Sebastian (2007). El pacto con el diablo. Ediciones Destino. ISBN 978-84-233-3929-7.